# Parafia św. Archaniołów Michała Gabriela i Rafała we Frydrychowicach
Parafia św. Archaniołów Michała Gabriela i Rafała we Frydrychowicach – parafia rzymskokatolicka archidiecezji krakowskiej, wchodząca w skład dekanatu Wadowice – Północ.
Kościołem parafialnym parafii jest Kościół pw. św. Archaniołów Michała Gabriela i Rafała znajdujący się w centrum Frydrychowic.

## Historia
Została wzmiankowana w spisie świętopietrza parafii dekanatu Oświęcim diecezji krakowskiej z 1326 pod nazwą Wridirichowicz. Następnie w kolejnych spisach świętopietrza z lat 1346–1358 pod nazwą Fredrichovicz.
Obecny kościół parafialny wybudowany w latach 1929–1931 został konsekrowany w 1931.

### Kaplice
Parafia jest położona na bardzo rozległym terenie, dlatego zostały wybudowane aż dwie kaplice:
- Kaplica pod wezwaniem Matki Kościoła we Frydrychowicach (dawny, wybudowany w latach 80. XX wieku punkt katechetyczny)
- Kaplica pod wezwaniem św. Katarzyny Sieneńskiej w Przybradzu (zbudowana w połowie lat 90. XX wieku)

## Współcześnie
Parafia składa się ze wsi: Frydrychowice (2600 wiernych), Przybradz (961 wiernych).
Na terenie parafii znajduje się Dom Sióstr Serafitek z kaplicą wewnętrzną.
Przy parafii działają grupy parafialne: Rada Duszpasterska, Katolickie Stowarzyszenie Młodzieży, Róże Różańcowe, Honorowa Straż NSPJ, Zespół Charytatywny, schola, ministranci, lektorzy.
Od lutego 1985 proboszczem parafii jest ksiądz kanonik Józef Gwiazdoń.